# 趙柔
趙 柔（ちょう じゅう、生没年不詳）は、中国の五胡十六国から北魏にかけての人物。字は元順。本貫は金城郡。

## 経歴
若くして徳行才学で河右に名を知られた。北涼の沮渠牧犍に仕えて、金部郎となった。太武帝が北涼を滅ぼすと、平城に連行された。文成帝が即位すると、著作郎に任じられた。後に河内郡太守として出向し、善政で知られた。
子の趙黙は、字を沖明といい、武威郡太守となった。

## 人物
- 趙柔はかつて路上で人が落とした値数百縑もする金珠一貫を拾得したことがあった。趙柔は落とし主を呼び出してこれを返却した。
- 趙柔は鉄鋤数百挺を人に貰い、趙柔と子の趙善明はこれを市に売りに行った。ある人が絹20匹で買うと約束した。商人がその値段は安いと知って、絹30匹を出すと言ったので、善明は商人と取引しようとした。趙柔は「人と取引して、いったん約束したからには、利益で心を動かすべきでない」と言って、20匹で取引した。
- 隴西王源賀が『祇洹精舎図偈』6巻を作ると、趙柔はこれに註解をつけた。的確な注釈であったため、当時の優れた僧たちはこれを喜んで利用した。また憑立銘讃を作り、当時の世間に広まった。

## 伝記資料
- 『魏書』巻52 列伝第40
- 『北史』巻34 列伝第22